# Ammodytes hexapterus

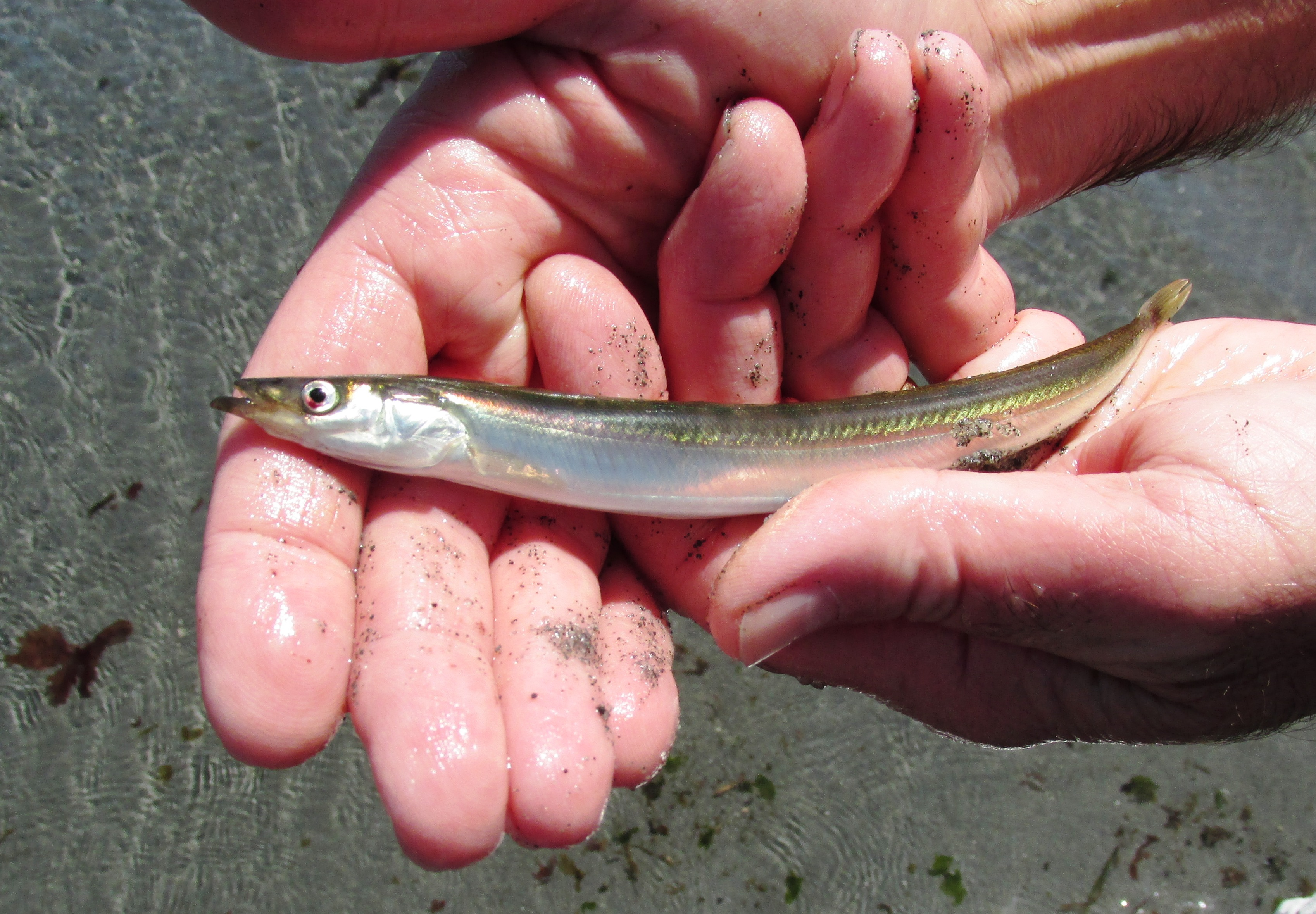
Ammodytes hexapterus

Ammodytes hexapterus is een  straalvinnige vissensoort uit de familie van zandspieringen (Ammodytidae). De wetenschappelijke naam van de soort is voor het eerst geldig gepubliceerd in 1814 door Pallas.